# Distretto di Kalambo
Il distretto di Kalambo è un  distretto della Tanzania situato nella regione di Rukwa. È suddiviso in 17 circoscrizioni (wards) e conta una popolazione di 207 700 abitanti (censimento 2012).
Elenco delle circoscrizioni:
- Kasanga
- Katazi
- Katete
- Kilesha
- Kisumba
- Legeza Mwendo
- Mambwekenya
- Matai
- Mkali
- Mkowe
- Mnamba
- Msanzi
- Mwazye
- Mwembenkoswe
- Mwimbi
- Sopa
- Ulumi